# Grythyttan
För andra betydelser, se Grythyttan (olika betydelser).
Grythyttan är en tätort i Hällefors kommun och Grythyttans socken. Orten ligger mellan sjöarna Torrvarpen och Sör-Älgen. Byn Grythyttehed som nu utgör centrala delar av Grythyttan var kyrkby i Grythyttans socken, medan bruket och byn Grythyttan var belägna öster om älven mellan Torrvarpen och Sör-Älgen. Järnvägsstationen hette fram till 1932 Grythyttehed men bytte då namn till Grythyttan.

## Historia
Grythyttan var en typisk bruksort i Bergslagen med gruvdrift och metallhantering i Grythytte och Hällefors bergslag. Efter att man funnit silver i trakten på 1600-talet var orten tänkt att bli stad vid ett flertal tillfällen under namnet Grythem. 
Under några år innehade Grythyttan stadsrättigheter:
Drottning Kristina gav stadsprivilegier för Grythyttan den 11 augusti 1641 i syfte att hjälpa upp handeln för Hällefors. Det talas om i detta privilegiebrev, att en bergstad "där sammanstädes formeras och uppbyggas skall på det bergverken däromkring icke måge lida någon brist uppå tillföring till dess nöjaktliga underhållning" och vidare "bevilja och fullkomligt tillstånd giva, allom dem som sig uti förbemälte fläck vilja nedersätta och där vånhaftiga bliva".
Något större uppsving för handeln i och med detta torde det inte ha blivit, varför stadsrättigheterna upprepades och gavs utförligare utformning 1649 samt konfirmerades 1660 och 1668. År 1675 var saken åter uppe på högsta ort, och en kunglig resolution den 24 september gav Grythytte stadsbor rätt att åtnjuta stadsprivilegierna till nästa riksdag och vid denna fick de i en särskild resolution den 4 mars 1678 en försäkran om att privilegierna tills vidare gällde, vilket upprepades den 25 nov. 1680.
Bland de hantverkare (ett tjugotal) som på 1670-talet bodde i Grythyttan uppstod ofta tvister eftersom det var oklart huruvida arv skulle utskrivas efter landslag eller stadslag.
Då det med anledning av detta klagades vid riksdagen 1682 avskaffades genom kunglig resolution den 22 december samma år Grythyttans stadsprivilegier. Så Grythyttan blev således aldrig stad men hade stadsprivilegier i 41 år.
Grythyttan var och är kyrkby i Grythyttans socken och ingick efter kommunreformen 1862 i Grythyttans landskommun. I denna inrättades för orten 8 april 1927 Grythyttans municipalsamhälle, vilket upplöstes 31 december 1956. Landskommunen och orten uppgick 1967 i Hällefors köping som sedan 1971 ombildades till Hällefors kommun.

### Befolkningsutveckling
| Befolkningsutvecklingen i Grythyttan 1960–2020 | Befolkningsutvecklingen i Grythyttan 1960–2020 | Befolkningsutvecklingen i Grythyttan 1960–2020 | Befolkningsutvecklingen i Grythyttan 1960–2020 | Befolkningsutvecklingen i Grythyttan 1960–2020 |
| ---------------------------------------------- | ---------------------------------------------- | ---------------------------------------------- | ---------------------------------------------- | ---------------------------------------------- |
|                                                |                                                |                                                |                                                |                                                |
| År                                             |                                                |                                                | Folkmängd                                      | Areal (ha)                                     |
| 1960                                           | 1960                                           |                                                | 1 163                                          |                                                |
| 1965                                           | 1965                                           |                                                | 1 278                                          |                                                |
| 1970                                           | 1970                                           |                                                | 1 263                                          |                                                |
| 1975                                           | 1975                                           |                                                | 1 083                                          |                                                |
| 1980                                           | 1980                                           |                                                | 1 023                                          |                                                |
| 1990                                           | 1990                                           |                                                | 966                                            | 146                                            |
| 1995                                           | 1995                                           |                                                | 975                                            | 148                                            |
| 2000                                           | 2000                                           |                                                | 899                                            | 149                                            |
| 2005                                           | 2005                                           |                                                | 916                                            | 149                                            |
| 2010                                           | 2010                                           |                                                | 891                                            | 152                                            |
| 2015                                           | 2015                                           |                                                | 859                                            | 139                                            |
| 2020                                           | 2020                                           |                                                | 805                                            | 140                                            |
|                                                |                                                |                                                |                                                |                                                |

## Samhället
I Grythyttan finns Grythyttans Gästgivaregård och Måltidens hus. Måltidens hus är en byggnad som ursprungligen användes vid världsutställningen i Sevilla 1992.
Grythyttans Gästgivaregård grundades 1641 på order av Drottning Kristina. Hon befallde att det skulle byggas ett värdshus var 70:e kilometer längs rikets nylagda landsvägar. Varje värdshus skulle ha separata avdelningar för de tre ständerna samt rum för åtminstone 24 hästar. 1879 kom järnvägen till byn och det moderna Järnvägshotellet slog snart ut det ålderdomliga gästgiveriet. 1965 var byggnaden i så katastrofalt skick att man från kommunens håll ville riva och istället anlägga stormarknad med tillhörande parkering. Förslaget röstades ner med bara en rösts marginal. Efter det såldes gästgivargården till hembygdsföreningen för 500 kronor. Med bland annat stöd av AMS-medel och stöd från föreningens medlemmar renoverades byggnaden och 1973 var den åter satt i stånd. Man fick då in flera anbud om att bedriva verksamhet i lokalen, men fastnade för Carl Jan Granqvist som ville skapa en restaurang av mer exklusivt slag i lokalerna.
I kiosken Neerings i mitten av byn serveras egenproducerad glass.
En annan producent på orten är Grythyttan vin som producerar bärviner av bl.a. hjortron, blåbär och skogshallon.
Skräddartorp är en av de bäst bevarade bergsmansgårdarna i Örebro län. Gården ägdes av samma familj i elva generationer från 1640-talet till 1968 när siste ägaren Viktor Olsson gick ur tiden. Idag ägs gården av Grythyttans hembygdsförening och fungerar som hembygdsgård. Gården kallas i bygden även för Skathöjden.
Björskogsnäs är en halvö som sträcker sig ut i sjön Torrvarpen och ligger tre kilometer ifrån Grythyttan. Myllan på Björskogsnäs är väldigt kalkrik vilket gör att blommor i tusentals trivs, gullvivor, vitsippor, och ett hav av liljekonvaljer. Men det är framförallt orkideer så som Guckuskon som gör platsen så unik.
Grythyttan är även känt för möbeltillverkning. Grythyttan Stålmöbler grundades 1895 och blev i samband med Stockholmsutställningen 1930 känd för sina trädgårdsmöbler.
Det var i Grythyttan som TV-serien Kråkguldet spelades in. Även Beckfilmen Polismördaren, skriven av Sjöwall Wahlöö är till stora delar inspelat i Grythyttan.
Vid perrongen finns Grythyttans Handelskompani, en diversehandel som i gammal stil säljer lokalproducerade hantverksprodukter.

### Bankväsende
Grythytte sockens sparbank grundades 1868 och ersatte då Nora sparbanks filial i socknen. Den uppgick hundra år senare i Länssparbanken Örebro. 
Enskilda banken i Kristinehamn öppnade ett expeditionskontor i Grythyttehed den 1 november 1872. Det drogs in år 1879 när Bergslagsbanan stod färdig. Under 1900-talets första decennium öppnade Örebro enskilda bank ett kontor i Grythyttehed. Senare öppnade även Filipstads bank kontor på orten. Under 1910-talet uppgick Örebrobanken i Skandinaviska kreditaktiebolaget och Filipstadsbanken i Sydsvenska kreditaktiebolaget. Sydsvenska banken överlät verksamheten under år 1925. Även Skandinaviska banken lämnade orten senare under 1900-talet.
Sparbankskontoret rånades i juli 1985. Det har senare lagts ner.

### Grythyttans badplats
Grythyttans badplats, ibland kallad "Guldkusten", är belägen vid sjön Torrvarpen i den västra delen av Grythyttan. Faciliteterna inkluderar omklädningsrum, grillplats och en pactosan-toalett för besökarnas bekvämlighet.
Badplatsen sköts av Hällefors kommun, som ansvarar för regelbundna besiktningar och provtagningar av badvattnet. Under badsäsongen 2024 bedömdes vattnet vara tjänligt, vilket innebär att det är säkert för bad. Badplatsen är lättillgänglig via Riksväg 205 mot Loka och har tydliga skyltar som visar vägen.